# Anton Dermota
Anton Dermota (Kropa, 4 giugno 1910 – Vienna, 22 giugno 1989) è stato un tenore sloveno.

## Biografia

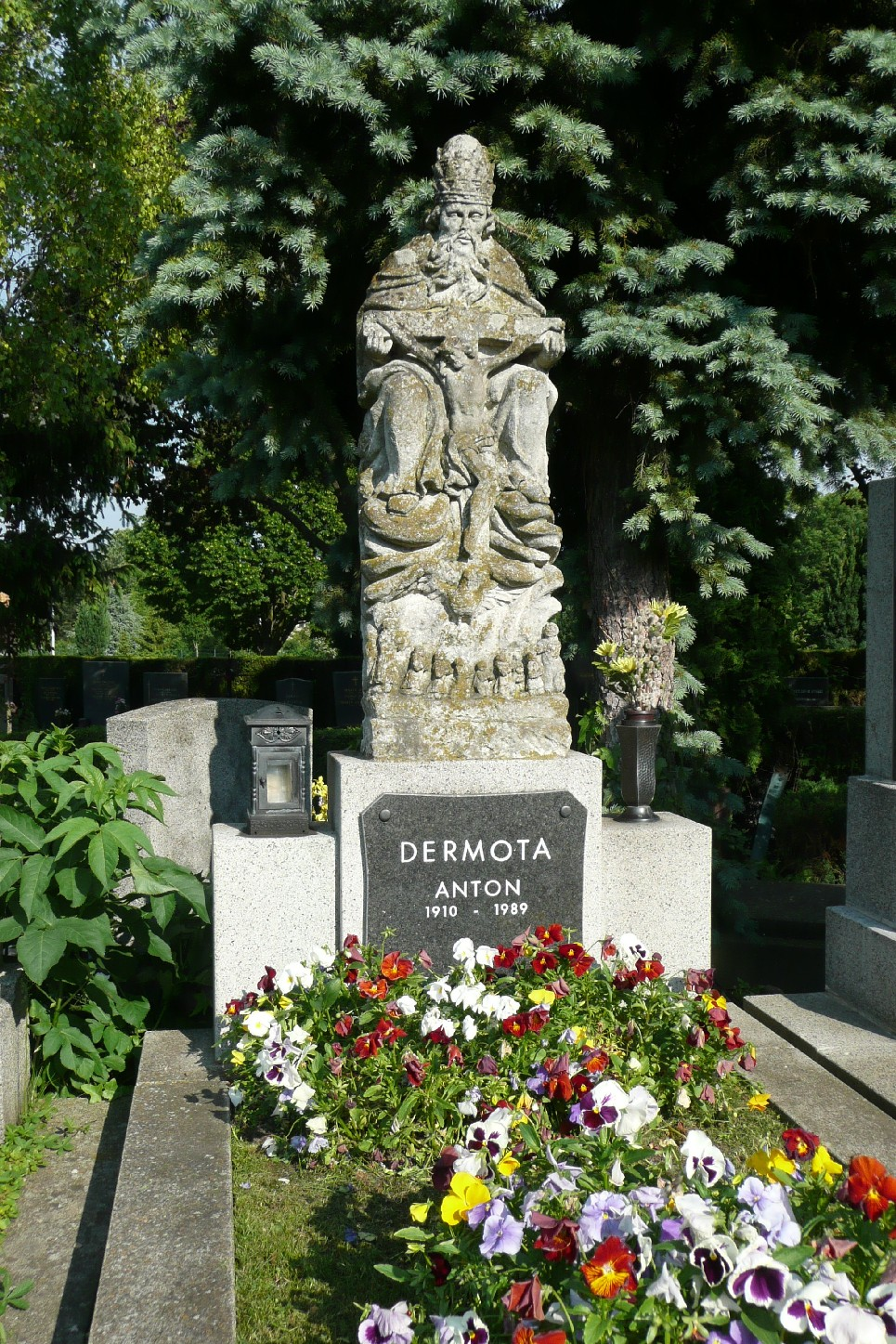
Tomba di Anton Dermota a Vienna

Nato in un villaggio dell'Alta Carniola, allora nell'Impero austro-ungarico, oggi in Slovenia, frequentò il conservatorio di Lubiana con l'intenzione di studiare composizione e organo, ma nel 1934 vinse una borsa di studio che gli consentì di andare a Vienna, dove si concentrò esclusivamente nello studio del canto, sotto la guida di Marie Radó.
Dermota fece il suo debutto nell'opera a Cluj-Napoca nel 1934, e venne invitato da Bruno Walter a esibirsi presso la Staatsoper viennese, in una piccola parte ne Il flauto magico di Wolfgang Amadeus Mozart, nel 1936: poco tempo dopo ottenne una scrittura presso quel teatro. Il suo primo ruolo da protagonista fu quello di Alfredo in La traviata di Giuseppe Verdi, nel 1937. In quello stesso anno Dermota cantò per la prima volta al Festival di Salisburgo ne I maestri cantori di Norimberga di Richard Wagner, diretto da Arturo Toscanini.
Ben presto Dermota divenne un beniamino del pubblico viennese: rimase nella compagnia della Staatsoper per più di quarant'anni. Era presente (e si impegnò per salvare parte degli arredi) quando il teatro rimase bruciato in un incendio a seguito di un raid aereo alleato il 13 marzo 1945, rimase col resto della compagnia nella provvisoria sistemazione presso il Theater an der Wien, e fu uno dei nomi di richiamo nella serata della riapertura ufficiale nel 1955 (cantò nel ruolo di Florestano nel Fidelio di Ludwig van Beethoven). Già nel 1946 Dermota fu ricompensato per la sua devozione al teatro col titolo di Kammersänger.
Per oltre vent'anni si esibì al Festival di Salisburgo e inoltre in tournée alla Royal Opera House al Covent Garden a Londra, all'Opéra di Parigi, al Teatro dell'Opera di Roma, al Teatro San Carlo di Napoli, al Teatro Colón di Buenos Aires, in Australia, Cecoslovacchia e Ungheria.
Famoso soprattutto per le sue interpretazioni in opere mozartiane, in particolare la parte di Don Ottavio nel Don Giovanni, il suo repertorio comprendeva comunque una vasta gamma di ruoli per tenore lirico, comprese opere più moderne come Edipo in Oedipus rex di Igor' Fëdorovič Stravinskij, Palestrina in Palestrina di Hans Pfitzner, Flamand in Capriccio di Richard Strauss. In seguito nella sua carriera si cimentò anche in ruoli per Heldentenor, come il ruolo del protagonista in Dalibor (opera) di Bedřich Smetana e Florestano, per un totale di circa 80 ruoli. Era inoltre un buon liederista, e si esibì spesso in coppia con la moglie, la pianista Hilde Berger-Weyerwald. Nel 1966 iniziò l'attività di insegnante di canto alla Wiener Musikhochschule.
Ancora all'età di 70 anni, Dermota interpretò il ruolo di Tamino ne Il flauto magico alla Staatsoper, e quello del pastore nella registrazione di Tristan und Isolde di Wagner diretta da Carlos Kleiber.

## Repertorio
| Ruolo                 | Titolo                               | Autore             |
| --------------------- | ------------------------------------ | ------------------ |
| Florestano Jaquino    | Fidelio                              | Beethoven          |
| Harun                 | Djamileh                             | Bizet              |
| Vladimiro             | Il principe Igor'                    | Borodin            |
| Conte Lenskij Triquet | Eugenio Onegin                       | Čajkovskij         |
| Nureddin              | Il barbiere di Bagdad                | Cornelius          |
| Nemorino              | L'elisir d'amore                     | Donizetti          |
| Ernesto               | Don Pasquale                         | Donizetti          |
| Lionello              | Martha                               | Flotow             |
| Admeto                | Alceste                              | Gluck              |
| Sesto Pompeo          | Giulio Cesare in Egitto              | Händel             |
| Grimoaldo             | Rodelinda                            | Händel             |
| Hans Schwalb          | Mattia il pittore                    | Hindemith          |
| Beppe                 | Pagliacci                            | Leoncavallo        |
| Cavaliere Des Grieux  | Manon                                | Massenet           |
| Belmonte              | Il ratto dal serraglio               | Mozart             |
| Don Ottavio           | Don Giovanni                         | Mozart             |
| Ferrando              | Così fan tutte                       | Mozart             |
| Tamino                | Il flauto magico                     | Mozart             |
| Vassilij Ščujski      | Boris Godunov                        | Musorgskij         |
| Fenton                | Le allegre comari di Windsor         | Nicolai            |
| Hoffmann              | I racconti di Hoffmann               | Offenbach          |
| Palestrina            | Palestrina                           | Pfitzner           |
| Isepo                 | La Gioconda                          | Ponchielli         |
| Cappellano            | I dialoghi delle Carmelitane         | Poulenc            |
| Rodolfo               | La bohème                            | Puccini            |
| B.F. Pinkerton        | Madama Butterfly                     | Puccini            |
| Imperatore Altoum     | Turandot                             | Puccini            |
| Conte d'Almaviva      | Il barbiere di Siviglia              | Rossini            |
| Dalibor               | Dalibor                              | Smetana            |
| Ismailov              | Lady Macbeth del distretto di Mcensk | Šostakovič         |
| Alfred                | Il pipistrello                       | Strauss II, Johann |
| Narraboth             | Salomè                               | Strauss, Richard   |
| Cantante italiano     | Il cavaliere della rosa              | Strauss, Richard   |
| Matteo                | Arabella                             | Strauss, Richard   |
| Leucippo              | Daphne                               | Strauss, Richard   |
| Piemonteser           | Il giorno della pace                 | Strauss, Richard   |
| Flamand               | Capriccio                            | Strauss, Richard   |
| Edipo                 | Edipo re                             | Stravinskij        |
| Borsa Duca di Mantova | Rigoletto                            | Verdi              |
| Ruiz                  | Il trovatore                         | Verdi              |
| Alfredo Germont       | La traviata                          | Verdi              |
| Gabriele Adorno       | Simon Boccanegra                     | Verdi              |
| Tebaldo               | Don Carlo                            | Verdi              |
| Cassio                | Otello                               | Verdi              |
| Fenton                | Falstaff                             | Verdi              |
| Walther               | Tannhäuser                           | Wagner             |
| Froh                  | L'oro del Reno                       | Wagner             |
| Un pastore            | Tristano e Isotta                    | Wagner             |
| David                 | I maestri cantori di Norimberga      | Wagner             |
| Florindo              | La vedova scaltra                    | Wolf-Ferrari       |

## CD parziale
- J.S. Bach: Cantatas; Gottes Zeit ist die allerbeste Zeit, BWV 106/Jesu, der du meine Seele, BWV 78 (1954) - Anton Dermota/Teresa Stich-Randall/Hans Braun/Dagmar Hermann/Vienna State Orchestra & Chorus/Felix Prohaska, Classical Moments
- Mendelssohn: Die Erste Walpurgisnacht Op. 60 - Anton Dermota/Igor Markevitch/Orchestra del Maggio Musicale Fiorentino/Otta Edelmann/Sieglinde Wagner/Wiener Philharmoniker, Disques Dom
- Mozart, Requiem - Karajan/Lipp/Dermota/Berry, 1962 Deutsche Grammophon
- Mozart: Così fan tutte - Anton Dermota/Christa Ludwig/Karl Böhm/Lisa Della Casa/Paul Schöffler/Wiener Philharmoniker, 1955 Decca
- Mozart: Don Giovanni - Anton Dermota/Cesare Siepi/Fernando Corena/Hilde Gueden/Josef Krips/Lisa Della Casa/Suzanne Danco/Walter Berry/Wiener Philharmoniker & Staatsopernchor, 1955 Decca
- Strauss: Arabella - Anton Dermota/George London/Hilde Gueden/Lisa Della Casa/Sir Georg Solti/Wiener Philharmoniker, 1958 Decca

## DVD parziale
- Mozart, Don Giovanni - Furtwängler/Siepi/Della Casa, regia Paul Czinner - 1954 Deutsche Grammophon